# Raphidia (Yuraphidia) duomilia
Raphidia (Yuraphidia) duomilia is een kameelhalsvliegensoort uit de familie van de Raphidiidae. De soort komt voor in China.
Raphidia (Yuraphidia) duomilia werd voor het eerst wetenschappelijk beschreven door C.-k. Yang in 1998.